# Opération Doomsday
Seconde Guerre mondiale
Batailles
Campagnes du Danemark et de Norvège
- Incident de l'Altmark
- Opération Wilfred
- Opération Weserübung
- Plan R 4
- Campagne de Norvège
- Bataille du détroit de Drøbak
- Bataille de Midtskogen
- Bataille de Narvik
- Opération Hammer
- Bataille de Dombås
- Forteresse d'Hegra
- Bataille de Vinjesvingen
- Opération Alphabet
- Opération Juno
- Îles Féroé
- Invasion de l'Islande
- Groenland
- Opération Doomsday

Front d’Europe de l’ouest
Front d’Europe de l’est
Campagnes d'Afrique, du Moyen-Orient et de Méditerranée
Bataille de l’Atlantique
Guerre du Pacifique
Guerre sino-japonaise
L’opération Doomsday est le nom de code d'une opération menée par la 1re division aéroportée britannique en mai 1945 pendant l'occupation alliée de la Norvège, immédiatement après la victoire en Europe, afin de maintenir l'ordre et superviser la capitulation des forces allemandes en Norvège, soit 350 000 hommes de la 20e armée de montagne et empêcher le sabotage des infrastructures militaires et civiles vitales.

## Déroulement de l'opération

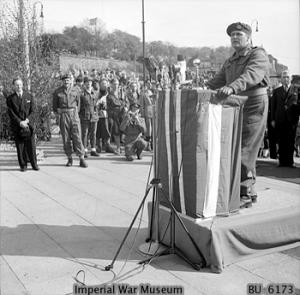
Le prince héritier Olaf en tenue de combat s'adressant à la foule qui l'accueillait sur le quai d'Oslo après son voyage de retour à bord d'un destroyer britannique, accompagné du major-général Urquhart CBE DSO, commandant la 1ère division aéroportée.

Les actes de capitulation de l'Allemagne nazie sont signés le 8 mai 1945 et envoyés au général Franz Böhme, commandant la Wehrmacht en Norvège. Les Britanniques atterrissent à Oslo et Stavanger entre le 9 et le 11 mai, avec pour tâches secondaires de rechercher d'éventuels ex-prisonniers de guerre alliés, l'arrestation de criminels de guerre nazis, le nettoyage des champs de mines et assurer le retour pacifique de Haakon VII au pouvoir.
Bien que les Alliés aient craint que les Allemands ne résistent, ceux-ci coopèrent, et leur désarmement s'effectue sans grands problèmes, hormis l'hostilité de quelques capitaines de U-Boot de la Kriegsmarine, à Trondheim. Les soldats britanniques ont été accueillis avec enthousiasme par la population civile à Oslo. La division parvient également à retrouver les corps des troupes aéroportées britanniques ayant pris part à l'opération Freshman, une tentative infructueuse de saboter le programme d'armes atomiques nazi en novembre 1942. À la fin du mois d'août 1945, Doomsday prend fin et les soldats de la 1re DAB retournent en Angleterre.